# Allotrimium tuberculatum
Allotrimium tuberculatum är en skalbaggsart som beskrevs av Chandler 1985. Allotrimium tuberculatum ingår i släktet Allotrimium och familjen kortvingar. Inga underarter finns listade i Catalogue of Life.